# Piloci z Alaski (serial telewizyjny National Geographic)
Piloci z Alaski (ang. Alaska Wing Men) – reality show emitowany jest na kanale National Geographic Channel. 
Serial opowiada o codziennych perypetiach pilotów obsługujących małe miejscowości na terenie Alaski.

## Seria 1 (2011)
| n.o. | data emisji USA  | polski tytuł      | angielski tytuł |
| ---- | ---------------- | ----------------- | --------------- |
| 1    | 10 stycznia 2011 | Tragiczny wypadek | Explosive Cargo |
| 2    | 10 stycznia 2011 | Gorączka złota    | Gold Rush       |
| 3    | 10 stycznia 2011 | Złowrogie niebo   | Deadly Skies    |

## Seria 2 (2012)[1]
| n.o. | data emisji USA  | data emisji PL  | polski tytuł                   | angielski tytuł         |
| ---- | ---------------- | --------------- | ------------------------------ | ----------------------- |
| 1    | 2 stycznia 2012  |                 | Zabójczy wyścig                | Suicide Sled Race       |
| 2    | 9 stycznia 2012  | 1 czerwca 2012  | Więzień na pokładzie           | Ski Chopper Daredevils  |
| 3    | 20 stycznia 2012 | 8 czerwca 2012  | Połowy z powietrza             | Sky Fishing             |
| 4    | 27 stycznia 2012 | 15 czerwca 2012 | Grizzly 911                    | Grizzly 911             |
| 5    | 3 lutego 2012    | 22 czerwca 2012 | Szaleni narciarze              | Convict on Board        |
| 6    | 10 lutego 2012   | 29 czerwca 2012 | Ucieczka z Niedźwiedziej Wyspy | Escape from Bear Island |
| 7    | 17 lutego 2012   | 6 lipca 2012    | Niebezpieczne lądowanie        | Deadly Descent          |
| 8    | 2 marca 2012     | 13 lipca 2012   | Walka z ogniem                 | High Voltage Hazard     |
| 9    | 9 marca 2012     | 20 lipca 2012   | Awaryjne lądowanie             | Fire Fight              |
| 10   | 16 marca 2012    | 27 lipca 2012   | Zabawa z prądem                | Man Down                |